# Зринко Тутић
Зринко Тутић (Бања Лука, 2. март 1955) југословенски је и хрватски кантаутор поп музике. Један је од најплодоноснијих аутора забавне музике.

## Биографија
Рођен је у Бањој Луци, где је завршио музичку школу, а значајнију музичку каријеру почиње у Загребу. Био је члан поп групе Селекција у којој се потписује као аутор музике, стихова и аранжмана. Као композитор појављује се први пут на Загребачком фестивалу 1974. године када Ксенија Еркер пева његову песму Доћи ће дан, а као кантаутор 1977. године са песмом Непозната, тако ћу те звати. Од 1977. године до 1980. године, написао је више од стотину дечијих песама.

## Каријера
На загребачком фестивалу 1981. године, појављује се са песмом Дорис, што је био почетак низа од четири кантауторска албума, закључно са 1985. годином. 1997. године, објављује двоструки компилацијски албум Дневне температуре са одабраним песма с кантауторских албума.
Три пута су његове песме представљале Југославију и Хрватску на Евросонгу: Дорис Драговић у Бергену 1986. године са песмом Жељо моја (једанаесто место), Татјана Матејаш Тајчи у Загребу 1990. са песмом Хајде да лудујемо (седмо место), а 1996. године Зринко Тутић одлази у Осло са Мајом Благдан и песмом Света љубав (четврто место).
Аутор музике је и за пет дугометражних филмова, као продуцент потписује више од тридесет високотиражних албума, а његове песме певају: Масимо Савић, Дорис Драговић, Жељко Бебек, Неда Украден, Мишо Ковач, Северина...
Од 1992. године, власник је и главни продуцент компаније Tutico која се бави и пословима издавачке куће и концертне агенције. Живи и ради у Загребу.

## Фестивали

### Опатија
- Хтио бих вечерас (Вече шансона), '79

### Загреб
- Непозната, тако ћу те звати, '77
- Лоша пјесма (Вече слободних форми), '78
- У теби је нешто (Вече слободних форми), '79
- Дорис, '81
- Моја љубави, 2001
- Њежно, њежно (Вече шансона), 2002

### Сплит
- Beat na moru, (Вече познати певају, дует са Мајом Благдан), 2010

### Међународни фестивал шансоне, Chansonfest, Загреб
- Луд од тебе, 2013
- Непризната дјеца, 2015

## Албуми
- Дорис, 1982 (Дискотон, Сарајево)
- Плави лептир, 1983 (Дискотон, Сарајево)
- Пола јабуке, 1984 (Југотон)
- Свиђа ми се када свира хармоника, 1985 (Југотон)
- Дневне температуре, 1997 (Кроација рекордс)

## Стваралаштво
- Ксенија Еркер: Доћи ће дан, Остала сам сама
- Мишо Ковач: Кад'  једном одеш, не враћај се више
- Габи Новак: Љубав је као киша
- Златко Пејаковић: Ћао и пиши ми
- Дорис Драговић: Жељо моја, Тужна је ноћ, Не будите ме данас, Ја ноћас умирем, Опило ме вино, Ти си моја љубав стара
- Масимо Савић: Задња ноћ, Само један дан, Одмори се на мојим рукама, Странац у ноћи
- Неда Украден: Сањам те, Не вјерујем, не вјерујем
- Жељко Бебек: Синоћ сам пола кафане попио, Да је среће било, Гдје ће ти душа, Шта ће ти бити, Опрости ми што те волим
- Зерина Цокоја: Ничија није до зоре сјала
- Тајчи: Хајде да лудујемо, Ти немаш права на мене, Бубе у глави, Смоквица
- Северина: Далматинка, Трава зелена
- Маја Благдан: Света љубав